# Akadémiai Nyomda Nyelvészeti Komplex Szocialista Brigádja
Az Akadémiai Nyomda Nyelvészeti Komplex Szocialista Brigádja (röviden Nyelvészeti Komplex szocialista brigád) hét nyomdaipari szakmunkásból álló munkaközösség. A budapesti Akadémiai Kiadó és Nyomda Vállalat dolgozói – betűöntők, kéziszedők, korrektorok – 1975-ben megkapták a Magyar Népköztársaság Állami Díjának II. fokozatát, az indoklás szerint „az idegen nyelvű kiadványok világszínvonalon történt kidolgozásáért”.

## A brigád tagjai
1975-ben a brigád tagja volt:
- Adelmayer Ede (1929) betűöntő
- Bernát László (Kispest, 1925. május 6. – Budapest, 1980. február 21.)[3] kéziszedő
- Bottyánszky Pál (1915) kéziszedő (Szocialista Hazáért Érdemrend, 1968; Munka Érdemrend ezüst fokozat, 1968; arany fokozat, 1972; Felszabadulási Jubileumi Emlékérem, 1970)
- Földényi Ernő (1911) korrektor (Kiváló Munkáért, 1979)
- Gresina Károly (1928) kéziszedő
- Székely Sándor (Szatmárnémeti, 1916. február 22. – Budapest, 1983. november 24.)[4] gépmester, kéziszedő, brigádvezető
- Werler Hugó (1935) kéziszedő (Könnyűipar Kiváló Dolgozója, 1971)

Bernát László 1945-től a Vörös Csillag Nyomdában (a későbbi Zrínyi Nyomdában) dolgozott. 1949-től haláláig az Akadémiai Nyomdában kéziszedő, egy időszakban minőségi ellenőr.
Székely Sándor 1934-ben szerzett gépmesteri szakképesítést Szatmárnémetiben. 1938 és 1945 között katonaként szolgált, hadifogságba esett. 1945-től Budapesten élt. 1949-től 1976-ig gépmesterként, 1976-tól betűszedőként dolgozott az Akadémiai Nyomdában, ahol a Nyelvészeti Komplex szocialista brigád vezetője volt.